# Château d'Ugento
Le château d'Ugento est un complexe architectural fortifié situé dans la commune d'Ugento, dans la province de Lecce.

## Histoire
Le château se dresse sur le point culminant de la ville. Une première disposition du bâtiment remonte à la fin de la phase impériale, IIIe – IVe siècle apr. J.-C., modifiée et complétée par les Normands à la fin de l'an mille . C'est précisément avec l'arrivée des Normands qu'Ugento renaît ; un siège épiscopal latin fut établi et le château prit le rang d'une véritable forteresse. En 1272, sous la domination angevine, le château devient royal et Giovanni Conte est choisi comme premier régent. Charles d'Anjou lui-même fut hébergé au château en 1273. Le roi, en 1275, décide de réparer le manoir en employant de la main d'œuvre locale, grâce aux fonds alloués aux châteaux royaux. Ces travaux n'ont été que partiellement réalisés en raison de ressources financières insuffisantes qui ont cependant été décaissées l'année suivante. Le bâtiment abrita de nombreuses familles importantes, les Colonna, les Orsini del Balzo et les Artus.
En 1537, à la suite de l'occupation de la ville par les Turcs, le château fut gravement endommagé : deux tours furent détruites ainsi qu'une bonne partie de l'aile ouest, le rez-de-chaussée et le premier étage. En 1564, le comte Vincenzo Pandone reprit la reconstruction de la structure ; les travaux furent ensuite poursuivis en 1642 par le comte Emmanuele Vaaz de Andrada. En 1643, le château, ainsi que le fief ugentinien, furent achetés par la Maison des Marquis de l'Amour qui transforma radicalement l'édifice. Bien que résidant occasionnellement à Ugento, les marquis ont travaillé dur pour rendre cette résidence somptueuse, adaptant l'ancienne structure militaire à leurs besoins et agrandissant les usines préexistantes avec des environnements dotés de fonctionnalités modernes et de nouveaux espaces de réception, convenablement décorés de cycles picturaux de sujets mythologiques. Le château prend un nouveau visage : d'une solide structure défensive à une somptueuse demeure de marquis. Les promoteurs de ces interventions au cours de la période de deux ans 1694-1695 furent les frères Nicola et Francesco d'Amore qui construisirent, dans le soi-disant piano nobile, de nouvelles et somptueuses salles de réception décorées d'un cycle de fresques inspirées de l'art grec. et la mythologie romaine, l'Ancien Testament et enrichie d'anecdotes de l'histoire de la Rome antique. Ces fresques ont peut-être été conçues pour célébrer l'affirmation sociale des deux clients. Au fil des années, le château d'Ugento est tombé dans un mauvais état de conservation, jusqu'en 2013, date à laquelle ont commencé les travaux de restauration qui ont ramené la structure à son ancienne gloire.

## Architecture
Le style utilisé est le baroque tardif, un style décoratif qui a touché tous les contextes d'expression artistique et qui a été la pierre angulaire d'une période de reconstruction qui a transformé l'empreinte architecturale de la région. Le thème qui traverse les éléments décoratifs du château est centré sur un jeu de mots mettant en scène le nom de famille (d'Amore) et les figures de Vénus et Cupidon, divinités classiques de l'Amour, ainsi que l'héritage matrimonial établi par Pietro Giacomo, fondateur de la Maison, afin d'éviter que la dynastie ne s'éteigne et que la propriété ne soit divisée.
L'iconographie des fresques s'inspire, notamment dans la salle dite « Vieille Salle », des Métamorphoses d'Ovide, des paraboles qui illustrent l'intérêt de contracter un bon mariage et de protéger le patrimoine familial. Dans l'une des salles décorées de fresques, il est représenté par un pélican qui ouvre la poitrine avec son bec pour donner son cœur et ses entrailles à ses petits. Les trois poussins reposent sur trois monticules qui représentent les fiefs d'Ugento, Ruffano et San Mango, dont les d'Amore étaient marquis. Actuellement, une aile du château a été transformée en un élégant complexe hôtelier, tandis que les anciens entrepôts abritent une école internationale de cuisine méditerranéenne et salentine.

## Source
- (it) Cet article est partiellement ou en totalité issu de l’article de Wikipédia en italien intitulé « Castello di Ugento » (voir la liste des auteurs).